# Coleoscirus disparis
Coleoscirus disparis är en spindeldjursart som beskrevs av Muhammad och Mohammad Nazeer Chaudhri 1992. Coleoscirus disparis ingår i släktet Coleoscirus och familjen Cunaxidae. Inga underarter finns listade i Catalogue of Life.